# Images - The Best of Jean Michel Jarre
Images - The Best Of Jean Michel Jarre è una raccolta antologica di Jean-Michel Jarre, originariamente pubblicato nel 1991 dalla Disques Dreyfus.

## Il disco
Differentemente dalle precedenti compilation di Jean-Michel Jarre, quest'album non è una semplice raccolta di brani separati. Infatti, Jarre ha mixato i brani del disco nell'intenzione di creare un "audio avventura" attraverso la sua musica.
Oltre ai brani più famosi di Jarre, il disco contiene due tracce inedite (Eldorado e Globe Trotter), originariamente composte per il concerto Teotihuacan solar eclipse, inizialmente previsto per l'11 luglio 1991 e successivamente cancellato per motivi tutt'oggi sconosciuti. Un altro raro brano (Moon Machine) è presente nel disco. Inoltre, tre noti brani di Jarre (Magnetic Fields 2, Equinoxe 4 e Orient Express) sono presenti in una nuova versione.
Nella versione originale l'album è stato pubblicato in due diverse versioni, contenenti tracklist differenti: una per il mercato francese e una per tutti gli altri paesi. Nel 1997 l'album è stato ri-masterizzato digitalmente e le due tracklist sono state unite con l'aggiunta di altri brani.
La compilation è stata pubblicata anche in VHS. La versione in VHS conteneva tutti i video di Jarre dal 1976 al 1991.

### Lettera di Jean-Michel Jarre
All'interno del booklet è presente una lettera di Jean-Michel Jarre in cui egli ringrazia tutte le persone che seguono il suo lavoro.
Scrivere musica è sempre stato per me come costruire un risonante paesaggio da qualche parte tra tecnologia e ecologia.
Questo disco è una compilation di vari pezzi di musica, ognuno avente la propria storia. Li ho scelti con speciale cura, particolarmente con un ordine cronologico in mente, e ho anche collegato le tracce con della musica di transizione per creare un programma continuo di un'ora.
Sono anche grato a tutte le persone che seguono il mio lavoro, a chi ascolta la mia musica, a chi mi scrive e viene ai miei concerti in più e più numeri.
Ho dedicato queste "Immagini" a voi»
(Jean-Michel Jarre)
.

## Tracce

### Versione Internazionale 1991
1. Oxygene Part 4 - 3:09
2. Equinoxe Part 5 - 3:21
3. Magnetic Fields Part 2 - 3:57 nuova versione
4. Oxygene Part 2 - 3:11 versione accorciata
5. Computer Weekend - 3:36
6. Equinoxe Part 4 - 3:12 nuova versione
7. Ethnicolor 1 - 3:41 versione accorciata
8. London Kid - 3:45
9. Band In The Rain - 1:26
10. Orient Express - 3:26 nuova versione
11. Calypso 1 - 2:59
12. Calypso 3 (fin de siècle) - 3:42
13. Rendez-Vous 4 - 3:24
14. Moon Machine - 3:48 brano raro
15. Eldorado - 3:39 inedito
16. Globetrotter - 3:29 inedito
17. Rendez-Vous 2 - 8:48

### Versione Francese 1991
1. Oxygene Part 4 - 3:09
2. Equinoxe Part 5 - 3:21
3. Chants Magnetiques Part 2 - 3:57 nuova versione
4. Oxygene Part 2 - 3:11 versione accorciata
5. Computer Weekend - 3:36
6. Equinoxe Part 4 - 3:12 nuova versione
7. Ethnicolor 1 - 3:41 versione accorciata
8. Zoolookologie - 3:45
9. L'Orchestre Sous La Pluie - 1:26
10. Orient Express - 3:26 nuova versione
11. Calypso 1 - 2:59
12. Calypso 3 (fin de siècle) - 3:42
13. Rendez-Vous 4 - 3:24
14. Moon Machine - 3:48 brano raro
15. Eldorado - 3:39 inedito
16. Globetrotter - 3:29 inedito
17. Rendez-Vous 2 - 8:48

### Versione Internazionale ri-masterizzata 1997
1. Oxygene Part 4 - 3:09
2. Equinoxe Part 5 - 3:22
3. Chants Magnetiques/Magnetic Fields Part 2 - 3:50 nuova versione
4. Oxygene Part 2 - 3:19 versione accorciata
5. Computer Week End - 3:34
6. Equinoxe Part 4 - 3:13 nuova versione
7. Ethnicolor 1 - 3:42 versione accorciata
8. L'Orchestre Sous La Pluie/Band In The Rain - 1:26
9. Orient Express - 3:20 nuova versione
10. Calypso 1 - 3:06
11. Calypso 3 (fin de siècle) - 3:43
12. Fourth Rendez-Vous - 3:23
13. Moon Machine - 3:00 brano raro
14. Eldorado - 3:40 inedito
15. Globe Trotter - 3:29 inedito
16. Wooloomooloo - 3:21
17. Blah Blah Cafe - 3:26
18. London Kid - 3:47
19. Zoolookologie - 3:48
20. Second Rendez-Vous - 8:48